# Anglemont
Anglemont je francouzská obec v departementu Vosges, v regionu Grand Est, 23 kilometrů od Saint-Dié-des-Vosges. Protéká jí říčka Belvitte.

## Vývoj počtu obyvatel
Počet obyvatel

## Osobnosti obce
- Henri Thomas, spisovatel